# 2393 Suzuki
2393 Suzuki је астероид. Приближан пречник астероида је 48,66 ,
а средња удаљеност астероида од Сунца износи 3,228 астрономских јединица (АЈ).
Инклинација (нагиб) орбите у односу на раван еклиптике је 10,238 степени, а орбитални период износи 2119,136 дана (5,801 година). Ексцентрицитет орбите астероида износи 0,190.
Апсолутна магнитуда астероида износи 10,50 а геометријски албедо 0,047.
Астероид је откривен 17. новембра 1955. године.